# 大蔵高丸
大蔵高丸（おおくらたかまる）は、山梨県大月市と甲州市の境にある山。標高は1781メートル。山梨百名山の一つ。

## 概要
大菩薩嶺から南側へ続く尾根筋を小金沢山稜又は小金沢連嶺と呼び、その主峰となる小金沢山から、牛奥ノ雁ヶ腹摺山、黒岳、白谷ノ丸、湯ノ沢峠と経て当山に至る。
山名は、甲州市側にある大蔵沢の上流にある高い山という意味で、丸（マル）は朝鮮語の峰を指すことばと言われる。
甲斐国志では甲斐の国の東の鎮めを「初鹿野山」としているが、この初鹿野山とは当山から南の大谷ヶ丸にかけての一帯のことだと言われる。
山頂は、南側のハマイバ（破魔射場）と共に富士山の眺望に優れる秀麗富嶽十二景の一つとして選ばれている。
登山口の湯ノ沢峠から当山の山頂、南側のハマイバにかけては花の美しいコースとして知られる。

## 主な登山コース
- 湯ノ沢峠から30分[3]。湯ノ沢峠の近くまで県営林道焼山沢真木線が通り、駐車スペースもある。中央本線甲斐大和駅からタクシーを利用して湯ノ沢峠まで行くこともできる。

- 中央本線大月駅から富士急バス・ハマイババス停までバスを利用。県営林道真木小金沢林道、湯ノ沢峠を経るコース。バス停から林道歩きが長く、湯ノ沢峠まで3時間[3]。

- 大菩薩峠方面から、石丸峠、小金沢山、牛奥ノ雁ケ腹摺山を経るコース。

- 南側からハマイバ丸、天下石、米背負峠、大倉沢林道を通り、甲斐大和駅に至るコース。大倉沢林道を降りた先にあるやまと天目山温泉から甲斐大和駅にバスが出ている[4]。

## 近隣の山
- ハマイバ
- 牛奥ノ雁ヶ腹摺山